# Скородит
Скородитът e минерал от варисцитовата група, представляващ воден арсенат на желязото с химическа формула Fe(AsO4).2H2O. Образува се при окисляване на арсенови минерали, най-често на арсенопирит. Съотношението на химичните елементи в състава му е 24,20% желязо, 32,46% арсен, 1,75% водород и 41,59% кислород. Съдържа Fe2O3 - 34,60%, As2O5 - 49,79% и H2O (вода) - 15,61%.

## Морфология
Скородитът е повсеместно разпространен като вторичен минерал, получен вследствие на окисляване на желязосъдържащи минерални структури. Макар и рядко се среща и като първичен минерал в хидротермални находища. Кристалите му обикновено са дипирамидални, понякога комбинирани с призми или по-рядко — изцяло призматични. Най-често се среща във вид на плътна землиста маса, понякога като дребнокристални люспи, сферолити, дребнокристални друзи и много рядко — във вид на влакнести агрегати.
Името на минерала произлиза от гръцката дума за чесън σκόρδο (скордо), тъй като при удар или нагряване излъчва миризма на чесън.

## Структура
Структурата му е изградена от тетраедрична група AsO4- и Fe3+ катиони, обкръжени октаедрично от четири кислорода и две водни молекули, като всеки октаедър е свързан с върховете си с четири съседни тетраедрични групи. Структурата му може да се представи като вериги от октаедри и тетраедри, съставящи скелетната му конструкция.

## Физически характеристики
- Цвят — зелен, синьо-зелен, сив, сиво-зелен, син, жълто-кафяв, почти безцветен, виолетов[3]
- Цвят на чертата — зелено-бяла[3]
- Прозрачност — прозрачен до полупрозрачен[6]
- Блясък — близък до диамантен, стъклен[3]
- Твърдост по скалата на Моос — 3,5-4,0[2]
- Плътност — 3,1-3,3 gr/cm3[6]
- Радиоактивност — 0[2]
- Цепителност — несъвършена по (201), едва забележима по (001) и (100)[2]
- Молекулно тегло — 230,80[3]
- Луминесценция — няма[2]

## Кристалографски свойства
- Кристална структура — орторомбична, дипирамидална 2m/2m/2m[3]
- Сингония — орторомбична[3]
- Лом — мидест[6]

## Други характеристики
- Група — варисцитова[5]
- Типични примеси — Al[3]
- IMA статус — действителен, описан преди 1959 г.[2]
- Свързани минерали — арсенопирит, лимонит, адамит, оливенит, арсеносидерит[6]
- Година на откриване — 1818[6]
- Произход на името — от гръцки — чесън (σκόρδο)

## Употреба
Цветът на скородита може да бъде разнообразен, но той е известен и харесван главно заради яркозелените си и сини разновидности. Кристалите, които са прозрачни, ярко оцветени, сини с червени и виолетови отблясъци, се използват като декоративни скъпоценни камъни. Наподобяват цоизитовата разновидност на танзанита.
В САЩ от скородита чрез евтино производство се добива арсениев калцит, препарат с широко приложение в селското стопанство за борба с вредителите по памучните насаждения. В Русия се използва за борба със скакалците и други селскостопански вредители.

## Находища
Основните находища на скородит се намират в Танзания и в мините в Tsumeb, Намибия. Минералът се добива още в мини в Мексико (Мапими и Zacatecas), Гърция (Лаврион), Бразилия (Ouro Preto и Minas Gerias), Англия (Корнуол), САЩ (Онтарио, Калифорния). Минералът се среща на няколко места в Русия — Южен Урал (Кочкарское), източното Задбайкалие (Запокровское, Читинска област). В Германия се експлоатират находищата в провинция Рейнланд-Пфалц и Саксония, а в Австрия — във федерална провинция Каринтия. В планините Карамазар в Таджикистан и в Брич-Мула, североизточно от Ташкент са открити големи количества скородит както във вид на плътна зърнеста маса, така и под формата на скритокристалинни слепени образувания с восъчен блясък и различен цвят — бял, зелен и различни нюанси на кафяво и черно. Находища на скородит има и в Казахстан.
В България находища на скородит няма, но в Родопите са открити отделни екземпляри, ползвани само като минералогически експонати.